# پیپا هریس
پیپا هریس (انگلیسی: Pippa Harris؛ زادهٔ ۲۷ مارس ۱۹۶۷) تهیه‌کننده تلویزیونی و تهیه‌کننده فیلم اهل بریتانیا است.
از فیلم‌ها یا مجموعه‌های تلویزیونی که وی در آن‌ها نقش داشته‌است، می‌توان به ۱۹۱۷، جارهد، خون، جایی که می‌رویم، وضعیت فعلی، چیزهایی که در آتش از دست دادیم، جاده انقلابی، داستان عامه‌پسند، تاج توخالی، بریتانیا، ریچارد دوم و راه و رسم زندگی ما اشاره نمود.